# Chiesa di San Sebastiano (Chiusdino)
La chiesa di San Sebastiano è una chiesa cattolica di Chiusdino.
La chiesa, secondo una recente interpretazione, fu costruita per ospitare le reliquie di San Sebastiano, donate a San Galgano da papa Alessandro III. In realtà la sua origine è da collegarsi alla necessità di scongiurare le frequenti epidemie di peste contro le quali San Sebastiano era invocato. La chiesa fu sede di una confraternita di laici intitolata appunto a questo santo, fino a quando essa non fu soppressa dal Granduca di Toscana Pietro Leopoldo nel 1785; nel 1801 vi si trasferì la confraternita di San Galgano, cui era stata tolta la proprietà della casa natale di San Galgano che era stata trasformata in caserma delle truppe francesi che occupavano Chiusdino; l'edificio è ancora oggi la sede legale di questo sodalizio. Nel 1992 la chiesa, che risultava fatiscente, è stata sottoposta ad un radicale restauro, terminato nel 1993 ed inaugurato dal cardinale Silvio Oddi.
Sulla facciata, dalla semplice sagoma a capanna, sono visibili un bassorilievo datato 1466 raffigurante San Galgano che conficca la spada sulla sommità di Montesiepi (all'esterno), ed un occhio con vetrata raffigurante San Sebastiano, al centro, tra San Rocco e San Leonardo.
All'interno la chiesa conserva alcuni arredi legati alle liturgie della confraternita di San Galgano che qui ha la sua sede: il Crocifisso processionale coperto dal tradizionale baldacchino, le lampade processionali, la bandiera in seta dipinta con San Galgano inserito in un soleggiato paesaggio. Sull'altare è visibile una scultura in gesso policromo di mediocre fattura raffigurante San Galgano in ginocchio davanti alla spada trasformata in croce; nella sacrestia sono conservati un Cristo morto e una Vergine Addolorata, ancora oggi utilizzate nelle celebrazioni della Settimana Santa. Fra l'altro, la confraternita di San Galgano di Chiusdino, vanta il primato di essere la più antica confraternita fra quelle ancora esistenti, essendo stata fondata nel 1185.
Nella chiesa si celebra ogni anno la festa di San Galgano, il 3 dicembre con grande partecipazione popolare; in tale occasione il priore della confraternita ammette i fedeli al tradizionale bacio delle reliquie del santo.
Nella parete di destra, in una nicchia si custodisce una statua di Santa Rita da Cascia, oggetto di grande devozione popolare, soprattutto nel giorno della festa della santa, il 22 maggio, quando la chiesa si riempie per la tradizionale benedizione delle rose.